# Pisont játék
A pisont egy bonyolult szabályrendszerű, szórakoztató társasjáték (gyakran italfogyasztás közben játsszák), amely minimális eszközigénye (2 db hagyományos dobókocka) révén bárhol, bármikor játszható. Alapvetően a játék nem törvényszerűen kötődik alkoholfogyasztáshoz, leggyakrabban mégis egy korty (általában alacsony szesztartalmú italból) lehúzása az elvégzendő egységfeladat. A játék történelmi kialakulása okán leginkább a selmeci diákhagyományok kultúrköréhez köthető, napjainkban leggyakrabban a bursch-ok játsszák. Ajánlott játékosszám 3 és 10 fő között.

## A játék lényege
A játék lényege abban rejlik, hogy szinte az összes számkombináció nevezetes, ám számos egyedi szabály létezik és bárki újakat állíthat fel. A huzamosabb idő után már bonyolultnak tűnő matematikai szabályok pontos alkalmazása, a halmozódó szorzók számítása nagyobb létszámú társaság esetén komoly szellemi erőfeszítést igényel.

## Az alap játékszabályok
A játékosok kört alkotva foglalnak helyet a játéktér (pl. asztal) körül, melyen egyszerre dobnak a két, hagyományosan hatlapú dobókockával. A dobás értéke mindig a számok összege, nem pedig helyi értéke. A kezdő dobó személyének eldöntéséhez a "nulladik körben" minden játékos dob a kockákkal, a legkisebb összeget dobó játékos kezdi a tényleges első kört. Minden játékos egyszer dob, majd tovább adja a kockákat a következő játékosnak. 
Aki a játék kezdetétől (a nulladik kört nem számítva) először dobja ki a 2+1-es számkombinációt, az a játékos lesz a Pisont, fejére papírcsákót húznak. Szerepe a játék szempontjából kiemelt, mert innentől fogva az összes olyan dobás esetén, amelyben a 3-as szám szerepel, innia kell 1 kortyot. Ha a következő körben újra 2+1-et dob, kétszeres Pisonttá válik, így a 3-as szám legközelebbi előfordulásakor már kétszeres szorzó érvényes az általa megivott kortyok számára. (Nem ritka a 4-5-szörös Pisont sem, de a krónikák jegyeztek már fel 12-szeres Pisontot is.) Pisont az asztalt csak EKS-sel (kupájának fenékig ürítésével) hagyhatja el.

## Nevezetes dobások
Növekvő sorrendben elnevezéseikkel és a hozzájuk kapcsolódó eseményekkel:
- 0+0 és 0+1 (ha mindkét, vagy az egyik kocka leesik az asztalról): végzetes hiba, ezért minden játékos megissza kupája tartalmát
- 1+1, a "Legszánalmasabb Dobás": a dobó játékos egy kortyot kénytelen inni
- 2+1: az új Pisont tiszteletére minden játékos iszik 1 kortyot
- 2+2: a megegyező értékeknél a dobó játékos "felez", azaz az egyik kocka értékét kiosztja egy tetszőlegesen választott játékostársának, a másik felét megissza ő maga
- 3+1: ha van Pisont, akkor a szorzójának megfelelő számú kortyot iszik
- 3+2:
  - a dobót megelőző játékos iszik 1 kortyot
  - ha van Pisont, akkor a szorzójának megfelelő számú kortyot iszik ő is
- 3+3:
  - minden játékos gyorsan megfogja az orrát, a dobó dönti el, ki volt a leglassabb, arra oszt 1 kortyot
  - megegyező értékek, tehát a dobó a felét megissza, a felét kiosztja
  - ha van Pisont, akkor a szorzójának kétszerese számú kortyot iszik ő is
- 3+4:
  - a dobót követő játékos iszik 1 kortyot
  - ha van Pisont, akkor a szorzójának megfelelő számú kortyot iszik ő is
- 4+1: a dobót megelőző játékos iszik 1 kortyot
- 4+2: minden játékos gyorsan megfogja az orrát, a dobó dönti el, ki volt a leglassabb, arra oszt 1 kortyot
- 4+4: megegyező értékek, tehát a dobó a felét megissza, a felét kiosztja
- 5+1: ugyanaz, mint 4+2
- 5+2: ugyanaz, mint 3+4
- 5+3: minden srác iszik
- 5+5:
  - minden játékos 1 kortyot iszik a legkerekebb dobás tiszteletére
  - megegyező értékek, tehát a dobó a felét megissza, a felét kiosztja
- 6+6: megegyező értékek, tehát a dobó a felét megissza, a felét kiosztja

## További szabályváltozatok
- A türelmetlen dobó büntetése (azaz ha azelőtt dob, mielőtt játékostársai befejezték volna az ivást), hogy neki is meg kell innia azt a mennyiséget, amelyet az éppen ivók fogyasztottak.
- A csaló dobó büntetése (azaz ha rázás közben helyesen tippeli meg a kockák összegét), hogy kupája tartalmát fenékig kell ürítenie (EKS!).
- A hardcore Pisont szabály igen elterjedt egyes baráti körökben, ekkor az összes 6-os szám dupla 3-asnak számít, így a Pisont által elfogyasztott italmennyiség a többszörösére nő.
- A többes Pisont szabálya az, amikor az újonnan 2+1-et dobó játékos nem veszi át az előző tisztjét, hanem második Pisonttá válik. Már aktív Pisont újbóli 2+1-es dobásával deaktiválja, úgymond ki-be kapcsolja aktuális tisztjét. Kisebb társaság, vagy huzamosabb idő után így előfordulhat, hogy valamennyi játékos Pisont lesz.
- Az asztalt időlegesen elhagyó a játékos egy szomszédját bízza meg a rá eső kortyok számlálásával. Ha visszaérkezésekor a megbízott nem emlékszik, vagy túl nagy számot mond, a két játékos együtt issza meg a mondott számot.
- Akinek 4 neve van, arra bármikor ráruházható a Pisont.

## Mizson
A Műegyetemen és a Szegedi Tudományegyetemen a játék Mizson néven fut, hasonló szabályokkal:
- Az óra járásával ellentétes irányban halad a kör

A két kocka értékeire a szabályok:
- 1+1: a dobót kinevetik, s innia kell egy kortyot (alternatív szabály: kiválaszthatja az új mizsont)
- 2+1: a dobó első mizson lesz, az addigi első mizson pedig második, s így tovább (a játék elején meg kell egyezni a mizsonok számával; egy ember lehet többszörös mizson is)

Ha valaki két egymást követő körben 2+1-et dob, akkor hozhat egy tetszőleges szabályt (pl. a Buffalo: csak a bal kezedben tarthatod a poharadat), amit ha valaki megszeg, s azt a többiek észreveszik, a pohara egész tartalmát meg kell innia.
A két kocka összegére a szabályok:
- 3: A mizsonok isznak
- 7: A dobót megelőző játékos iszik
- 8: Aki utoljára megfogja az orrát, az iszik
- 9: A dobót követő játékos iszik
- 10: Mindenki iszik
- 11: Új szabályt hozhat a játékos

Dupla dobása esetén a dobó a felét megissza, a felét kiosztja (tehát pl. 6+6 esetén 6-ot iszik, 6-ot szétoszt akár 1, akár 5 játékosnak)
Néhány példa 11-es dobás esetére:
- Inverz kocka: Azok a számok lesznek a mérvadók, amik a kocka alján vannak. Pl.: 2+6-os dobás 5+1-nek számít, mivel a kettessel szemben az ötös, a hatossal szemben az egyes van. (A szabályos dobókockán)

- Manó szabály: Mindenkinek a poharára egy képzeletbeli manó ül, akit egy jelképes mozdulattal le kell venni ivás előtt, majd utána vissza kell tenni. A szabály nem-betartása büntetőkortyot von maga után, amire szintén vonatkozik a manó szabály.

- Dobó hatókörének növelése: 7-es és 9-es dobás esetén a dobót kettővel megelőző/követő játékos is iszik.

###### A játék megismertetésére javasolt módszer:
Ha egy ember új társaságnak mutatja be a Mizsont/Pisontot, érdemes úgy játszani, hogy játékvezetői szerepet felvéve a szabályok elmagyarázása nélkül utasítja a különböző feladatokra a játékosokat, akiknek a játék menete során kell rájönniük a szabályokra. A játékvezető csak megerősíti, vagy tagadja a többiek által felvetett ötleteket a szabályokra, és neki is illik részt venni a játékban, nem csak ,,kívülről" modani az utasításokat.